# Stazione di Cassano d’Adda
Stazione di Cassano d'Adda vasútállomás Olaszországban, Lombardia régióban, Cassano d’Adda településen.

## Vasútvonalak
Az állomást az alábbi vasútvonalak érintik:
- Milánó–Velence-vasútvonal
- Milánó–Bergamo-vasútvonal

## Kapcsolódó állomások
A vasútállomáshoz az alábbi állomások vannak a legközelebb:
- Stazione di Treviglio Ovest (Milánó–Bergamo-vasútvonal, északkelet)
- Stazione di Trecella (Milánó–Velence-vasútvonal, Milánó–Bergamo-vasútvonal, nyugat)
- Stazione di Treviglio (Milánó–Velence-vasútvonal, kelet)
- Treviglio railway station (–1878)
- Stazione di Treviglio (Stazione di Treviglio, Line S5)
- Stazione di Treviglio (Stazione di Treviglio, S6)
- Stazione di Trecella (Stazione di Novara, S6)
- Stazione di Trecella (Stazione di Varese, Line S5)